# Таршиен
Таршиен (ˈtarʃiɛn), или Таршиенский храмовый комплекс — археологический комплекс у города Таршин на Мальте, датируется около 2800 г. до н. э. Включён в список Всемирного наследия ЮНЕСКО вместе с 5-ю другими мегалитическими храмами Мальты.
Крупные каменные блоки были обнаружены в 1914 г. местными крестьянами при вспашке поля. После случайного открытия близлежащего подземного святилища в 1913 г. владелец земли, где были обнаружены блоки, предположил, что они тоже могут иметь археологическую ценность. Он связался с директором Национального музея Темистоклесом Заммитом, который начал раскопки и обнаружил центральную часть храмового комплекса.

## Описание
Таршиен состоит из трёх отдельных, но соединённых друг с другом храмовых сооружений. Главный вход был реконструирован в 1956 г., когда весь храм подвергся реставрации. Тогда же многие из камней с резными узорами, обнаруженные вокруг Таршиена, были перемещены в помещения Археологического музея Ла-Валлетты для защиты от разрушения. Первый храм датируется примерно 3100 г. до н. э. Из всех храмов Мальты он украшен самыми изысканными каменными рельефами. Средний храм датируется примерно 3000 г. до н. э., и, в отличие от всех прочих храмов Мальты, имеет три апсиды вместо двух. Восточный храм датируется около 3100 г. до н. э. Далее на востоке видны руины ещё одного, небольшого и более древнего храма, который датируется около 3250 г. до н. э.
Особый интерес представляют каменные рельефы Таршиена, изображающие домашних животных, а также алтари и ширмы, украшенные спиральными фигурами и другими узорами. Между Центральным и Южным храмами находится камера размером в толщину стены с рельефом, изображающим быка и свиноматку.

## Назначение
Материалы раскопок показывают, что Таршиен интенсивно использовался для ритуалов, возможно, включавших жертвоприношения животных. В передней части алтаря третьего храма Таршиена обнаружено отверстие, плотно забитое камнем. После его расчистки археологи нашли большое количество костей и рогов животных, а также кремниевый нож для жертвоприношений. По Таршиену можно судить о методе сооружения мегалитов: рядом с южным храмом сохранились импровизированные «салазки» для перекатывания камней. Кроме того, в центре Южного храма сохранились свидетельства кремации, что говорит о повторном использовании храма в качестве кремационного кладбища в эпоху бронзового века.

## Культурно-исторический период
По названию храма Таршиен назван археологический период («таршиенский период», или «таршиенская фаза») доисторического периода Мальты, когда сицилийская культура Капо-Грациано обладала значительным сходством с мальтийской, либо даже была её местным вариантом.